# Daniel Barcelos Vargas
Daniel Barcelos Vargas (Patos de Minas) é um jurista brasileiro. Doutor e mestre e direito pela Universidade de Harvard.

## Biografia
Foi Ministro Chefe da Secretaria de Assuntos Estratégicos da Presidência da República (interino), e desempenhou os cargos de assessor especial, diretor, chefe de gabinete do ministro e subsecretário de Desenvolvimento Sustentável. Auxiliou o ministro de Estado na formulação e coordenação das políticas do Plano Amazônia Sustentável (PAS).
Como subchefe executivo, passou a coordenar as atividades da pasta em outras áreas, como os Projetos de Desenvolvimento do Nordeste e do Centro-Oeste.
É especialista em direito, governo e políticas públicas. É doutor e mestre em direito pela Universidade de Harvard, e mestre e bacharel em direito pela Universidade de Brasília (UnB). Também realizou estudos na Suécia, Israel e Espanha. 
Vargas é professor da Escola de Economia da FGV em São Paulo e da FGV Direito Rio, onde coordenou o Centro de Justiça e Sociedade. É atualmente coordenador do Observatório de Bioeconomia da FGV e coordenador de pesquisas do FGV Agro. 
É colunista do Canal AgroMais.

## Publicações
- THE STRUGGLE FOR “GREEN” IN THE ERA OF THE CARBON MARKET: tropical production versus temperate standard, 2023.
- VOLUNTARY CARBON MARKET: FOREST PRESERVATION WITH INTENSIFICATION OF LIVESTOCK FARMING, com Sabrina de Matos, Fernanda Valente, Talita P. Pinto, Leonardo Munhoz e Eduardo D. Assad, 2022.
- THE ENVIRONMENT AS AN OPPORTUNITY: LEGAL MARKET INSTRUMENTS, com Leonardo Munhoz, 2022.
- ADDITIONALITY OF ENVIRONMENTAL SERVICES FROM A LEGAL PERSPECTIVE: PAYMENT FOR ENVIRONMENTAL SERVICES IN LEGALLY PROTECTED AREAS, com Leonardo Munhoz, 2022.
- VOLUNTARY CARBON MARKET IN BRAZIL IN REALITY AND IN PRACTICE, com Linda M. M. Delazeri e Vinicius H. P. Ferreira, 2022.
- O AVANÇO DO MERCADO VOLUNTÁRIO DE CARBONO NO BRASIL: DESAFIOS ESTRUTURAIS, TÉCNICOS E CIENTÍFICOS, com Linda M. M. Delazeri e Vinicius H. P. Ferreira, 2022.
- MERCADO DE CARBONO VOLUNTÁRIO NO BRASIL: NA REALIDADE E NA PRÁTICA, com Linda M. M. Delazeri e Vinicius H. P. Ferreira, 2022.
- O ARTIGO 6 DO ACORDO DE PARIS E O MERCADO DE CARBONO: PREPARATIVOS PARA A COP26 EM GLASGOW, 2021.
- DEFINITION OF DEFORESTATION IN THE NEW EUROPEAN REGULATION AND IMPLICATIONS (Nota Técnica), com Leonardo Munhoz e Fernanda Valente, 2022.
- PORTARIAS DO MAPA: AGRICULTURA CARBONO NEUTRO (Nota Técnica), 2022, com Leonardo Munhoz, Camila Genaro Estevam, Talita Priscila Pinto e Cicero Zanetti de Lima.
- REGULAMENTAÇÃO DO MERCADO DE CARBONO NO BRASIL: DECRETO FEDERAL N. 11.075/2022, com Leonardo Munhoz.
- Contabilidade Climática Enviesada: Petróleo vs Alimento, com Luiz G. Barioni. Agroanalysis, v. 42 n. 8, agosto, 2022.
- Mercado de Carbono: a Favor dos Países Ricos e Contra os Países Pobres. Agroanalysis, v. 42 n. 4, abril, 2022.
- Dashboard sobre Precificação de Carbono, com Fernanda Valente. Agroanalysis, v. 42 n. 10 (2022): outubro.
- Vargas, Daniel. Segurança Pública: um Projeto para o Brasil, Ed. Contracorrente, 2020.
- Construtivismo Institucional de Anisio Teixeira, com Laila Galvão. Filosofia, Ação, Criação: Poética Pragmática em Movimento. José Crisóstomo de Souza (org), Ed. UFBA, 2021.
- O Combate à Covid-19 no Brasil. O Combate à Covid-19 no Brasil: Como a União, Estados, Distrito Federal e Municípios Têm Atuado para Combater os Efeitos da Pandemia? (Janeiro a Maio de 2020), Coordenador, FGV Direito Rio, 2020.
- O Combate à COVID-19 pelo Mundo: Como Estado, Sociedade Civil e Iniciativa Privada Atuaram no Combate à Pademia? (Janeiro a Maio de 2020), Coordenador, FGV Direito Rio, 2020.
- Vargas, Daniel. Creative Society in the Making - Social Innovation, Civism and Governance in the 21st Century (SJD Thesis), 2014. Harvard Law School Library.
- Vargas, Daniel Barcelos. Ombudsman Parlamentar - Modelo Sueco de Controle das Atividades do Estado e de Defesa dos Interesses dos Cidadãos. 1ª. ed. Brasília: Câmara dos Deputados, 2003. v. 1. 130 p.
- Vargas, Daniel Barcelos. O Renascimento Republicano no Constitucionalismo Contemporâneo e os Limites da "Comunidade" – Uma Análise das Teorias Constitucionais de Bruce Ackerman, Frank Michelman e Cass Sunstein. 01/08/2005[ligação inativa]
- Vargas, Daniel Barcelos. O Jurista Criativo. Cadernos FGV Direito Rio, vol. 9, 2014. [3]